# Hockwold cum Wilton
Hockwold cum Wilton est un village et une paroisse civile du Norfolk, en Angleterre. Il est situé dans le sud-ouest du comté, à une quinzaine de kilomètres à l'ouest de la ville de Thetford. Administrativement, il relève du district de King's Lynn and West Norfolk. Au recensement de 2011, il comptait 1 195 habitants.